# Vladimirko de Galicie
Vladimirko de Galicie est prince de Galicie 1141 à 1153.
Né en 1104, fils de Volodar de Zvenyhorod. Il hérite de cette principauté à la mort de son père. Prince de Przemysl en 1129, il devient ensuite prince de Terebovlia en 1141. Il unit ses divers territoires et il est considéré comme le fondateur en 1141 de la Principauté de Galicie, le noyau du futur royaume de Galicie-Volhynie. Il y règne jusqu'à sa mort en février 1153. Il tente de conquérir la Volhynie aux princes de Kiev, mais sans succès. Il faudra attendra 1199 pour voir les principautés de Galicie et de Volhynie unies au sein du Royaume de Galicie-Volhynie sous Roman le Grand.
Il épouse une fille du roi Koloman de Hongrie dont il a un fils Iaroslav Ier Osmomysl, qui lui succède à sa mort.